# IC 1613
IC 1613 (również PGC 3844 lub UGC 668) – nieregularna galaktyka karłowata znajdująca się w gwiazdozbiorze Wieloryba w odległości 2,4 miliona lat świetlnych od Ziemi. Została odkryta we wrześniu 1906 roku przez Maxa Wolfa. Galaktyka ta należy do Lokalnej Grupy Galaktyk.

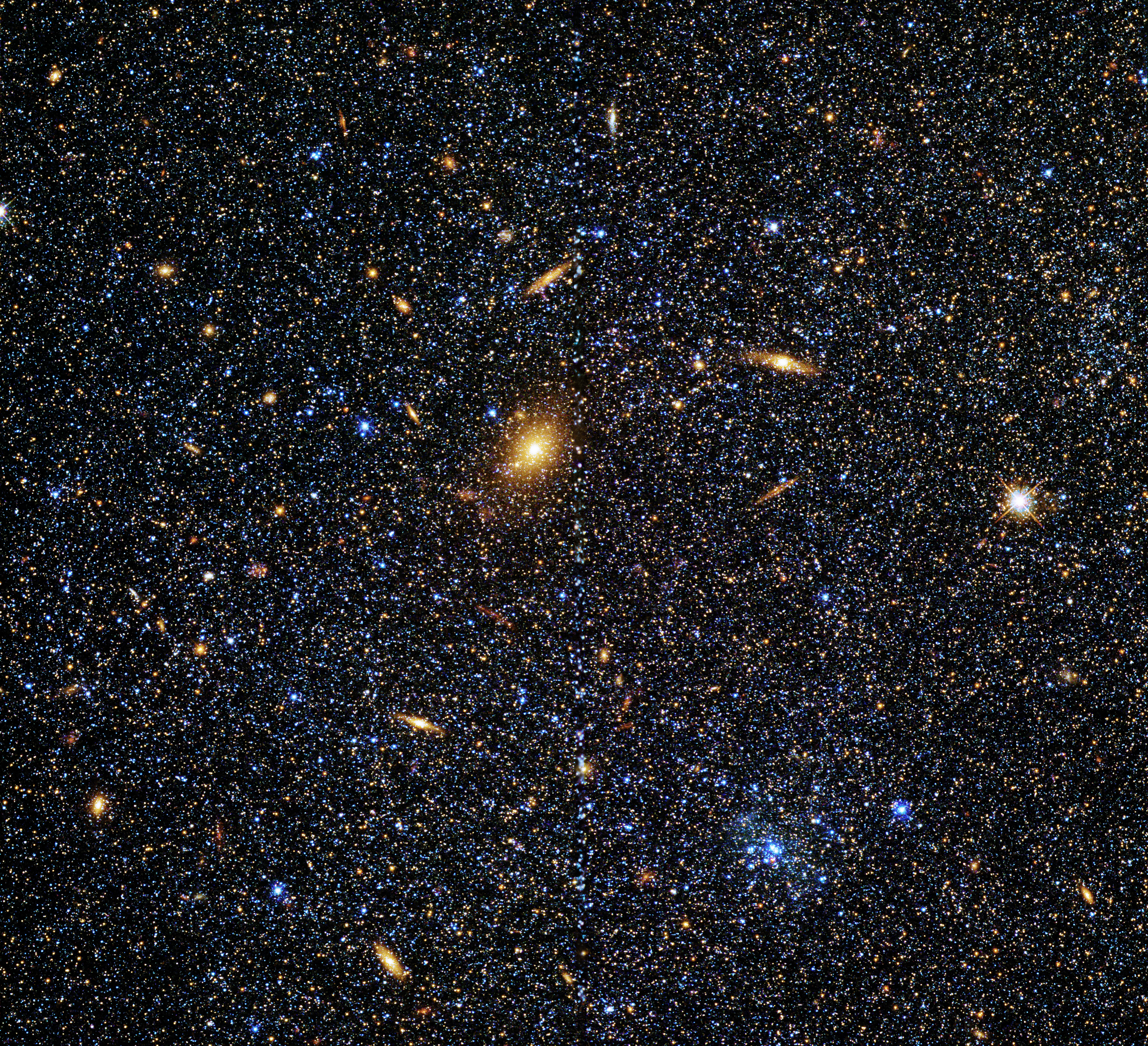
Centralny fragment galaktyki widziany przez Kosmiczny Teleskop Hubble’a

Galaktyka IC 1613 zawiera bardzo mało kosmicznego pyłu. Znajduje się w niej wiele gwiazd zmiennych dwóch typów: cefeid oraz gwiazd typu RR Lyrae. Obie te cechy pozwoliły wyznaczyć odległość do galaktyki z bardzo dużą precyzją.